# Ikarus IK-2
Die Ikarus IK-2 war ein einmotoriges jugoslawisches Jagdflugzeug der 1930er Jahre in Hochdecker-Bauweise.

## Geschichte und Konstruktion

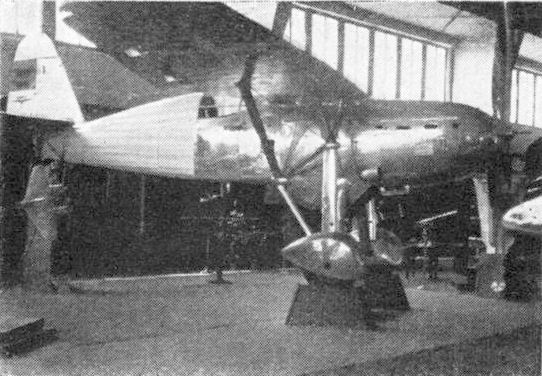
Ikarus IK-2 auf einer Ausstellung

Anfang der 1930er beschäftigten sich jugoslawische Flugzeugkonstrukteure, die bis dato eine Reihe erfolgreicher Schul- und Aufklärungsflugzeuge entworfen haben, mit dem Gedanken, ein modernes Jagdflugzeug zu entwerfen, was seit Anbeginn den Höhepunkt der Konstruktionsfähigkeit und technischer Reife einer Luftfahrtindustrie kennzeichnete.
Diese Idee vertraten auch zwei junge Ingenieure, Ljubomir Ilić und Kosta Sivčev, die 1931 aus Frankreich zurückkehrten, wo Ilić die Hochschule für Aeronautik mit Bravour beendete, während Sivčev jahrelang in den Konstruktionsbüros und Werkshallen von Breguet und Hispano-Suiza dementsprechende Erfahrungen sammelte. Beide lernten in Frankreich modernsten Flugzeugbau kennen, und nach ihrer Rückkehr nach Jugoslawien traten sie in den Dienst der Technischen Abteilung des jugoslawischen Luftwaffenkommandos.
Alsbald begannen sie mit dem Projekt eines Ganzmetall-Eindeckers mit Puławski-Flügeln, der die schon veralteten französischen Dewoitine D.1 und tschechoslowakischen Avia BH-33 ablösen sollte. Nach erfolgreichen Windkanaltests im Pariser Windkanal von Gustave Eiffel wurde das Projekt 1933 der Leitung der Technischen Abteilung des jugoslawischen Luftwaffenkommandos vorgestellt. 1935 wurde schließlich der erste Prototyp der IK-2 gebaut.
Obwohl die IK-2 bessere Flugeigenschaften und höhere Geschwindigkeit als der damals modernste jugoslawische Jäger Hawker Fury MK.I zeigte, dauerte es bis Oktober 1938, als die ersten von den Ikarus-Werken bei Novi Sad gebauten 12 IK-2 an das jugoslawische 6. Jagdregiment nahe Belgrad ausgeliefert wurden. Zu diesem Zeitpunkt waren die IK-2 schon veraltet und keine ernsthaften Gegner gegenüber moderneren Jagdflugzeugen wie zum Beispiel der Messerschmitt Bf 109.
1939 wurden die IK-2 dem 4. Jagdregiment bei Zagreb übergeben. Mit dem Angriff der Achsenmächte auf Jugoslawien am 6. April 1941 bekamen die IK-2 ihren ersten Kampfeinsatz. Mit der Kapitulation Jugoslawiens zerstörten die Jugoslawen die verbliebenen IK-2, lediglich drei von den Achsenmächten erbeutete IK-2 wurden an Hitlers Marionettenstaat der Ustascha abgegeben.

## Technische Daten
| Kenngröße             | Daten                                                |
| --------------------- | ---------------------------------------------------- |
| Besatzung             | 1                                                    |
| Länge                 | 7,88 m                                               |
| Spannweite            | 11,40 m                                              |
| Höhe                  | 3,84 m                                               |
| Leermasse             | 1.502 kg                                             |
| Startmasse            | 1.857 kg                                             |
| Antrieb               | ein Hispano-Suiza HS 12Ycrs Vee mit 860 PS/641 KW    |
| Höchstgeschwindigkeit | 435 km/h in 4.000 m Höhe                             |
| Steigzeit auf 5.000 m | 5,24 min                                             |
| Dienstgipfelhöhe      | 10.500 m                                             |
| Reichweite            | 700 km                                               |
| Bewaffnung            | eine 20 mm MK Hispano-Suiza HS.404, zwei 7,92 mm MGs |

## Einsatzländer
- Jugoslawien
- Unabhängiger Staat Kroatien